# Bernsteinpalast Streckenthin

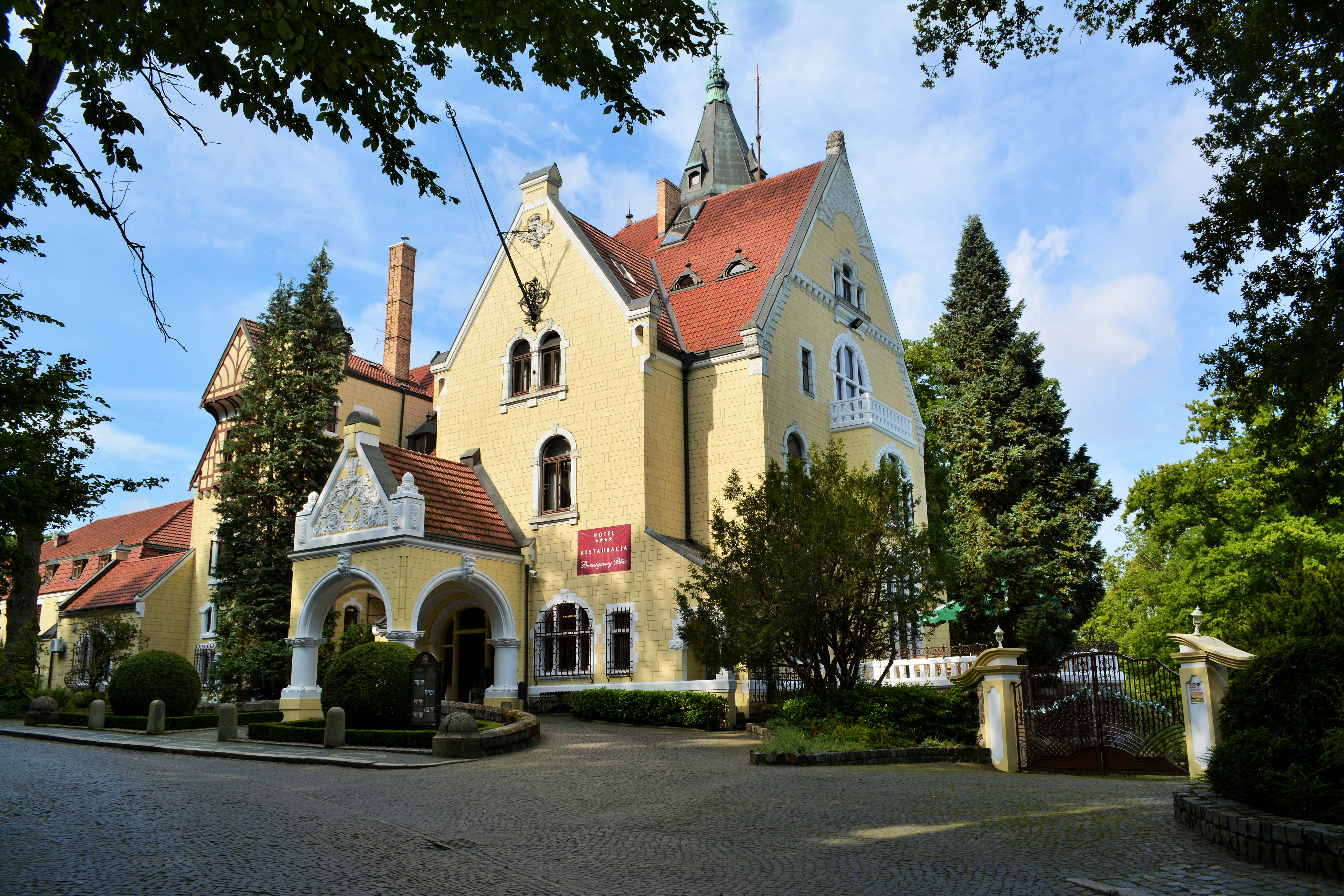
Bernsteinpalast Streckenthin

Der Bernsteinpalast Streckenthin (polnisch Bursztynowy pałac) in Strzekęcino ist ein heute als Hotel betriebenes Schloss in Westpommern, dem historischen Hinterpommern im heutigen Polen.

## Geschichte
Streckenthin war ab 1338 in Besitz des Kösliner Zisterzienserinnenklosters. Ab 1789 war es in Besitz der von Kamecke. Kartz von Kameke-Streckenthin ließ ab 1897 das bestehende Herrenhaus zeitgemäß umbauen. Der asymmetrische Bau ist zweistöckig und hat unterschiedlichste Türme, Erker, Risalite und Veranden, und auch Fenster verschiedener Größe. Kartz von Kamecke züchtete ab 1906 planmäßig Kartoffeln, u. a. die berühmte „Parnassia“, die zeitweise 30 % der Kartoffelanbaufläche Deutschlands einnahm. Ab 1936 wurden hier unter Leitung von Dobimar von Kamecke die erfolgreichen Sorten „Olympia“ und „Sommerkrone“ gezüchtet. Auch in der Volksrepublik Polen wurde die Tradition der Kartoffelzucht fortgeführt. 
Direkt am Schloss liegt ein französischer Garten, dahinter ein Landschaftspark mit kleinem See. Hinter diesem liegt der 1935 erbaute Weiße Palast (Biały Pałac w Strzekęcinie), in dem im Zweiten Weltkrieg Georgi Schukow residierte.

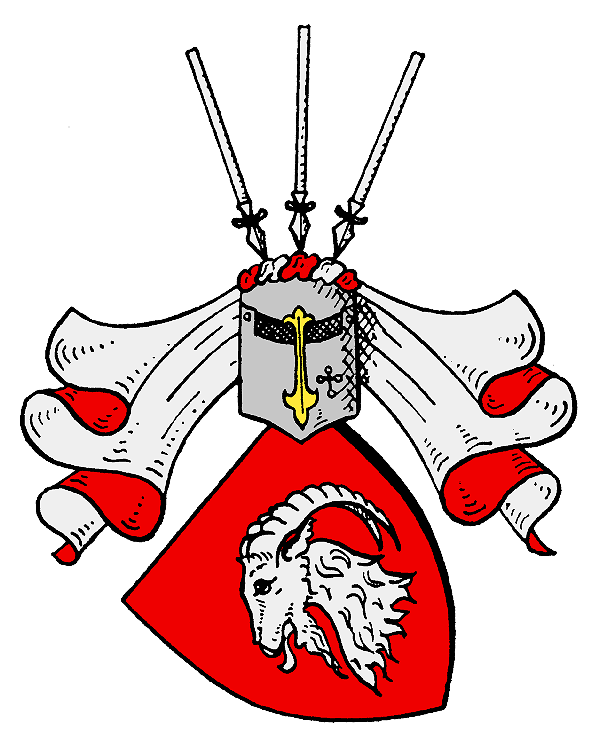
Wappen von Kameke
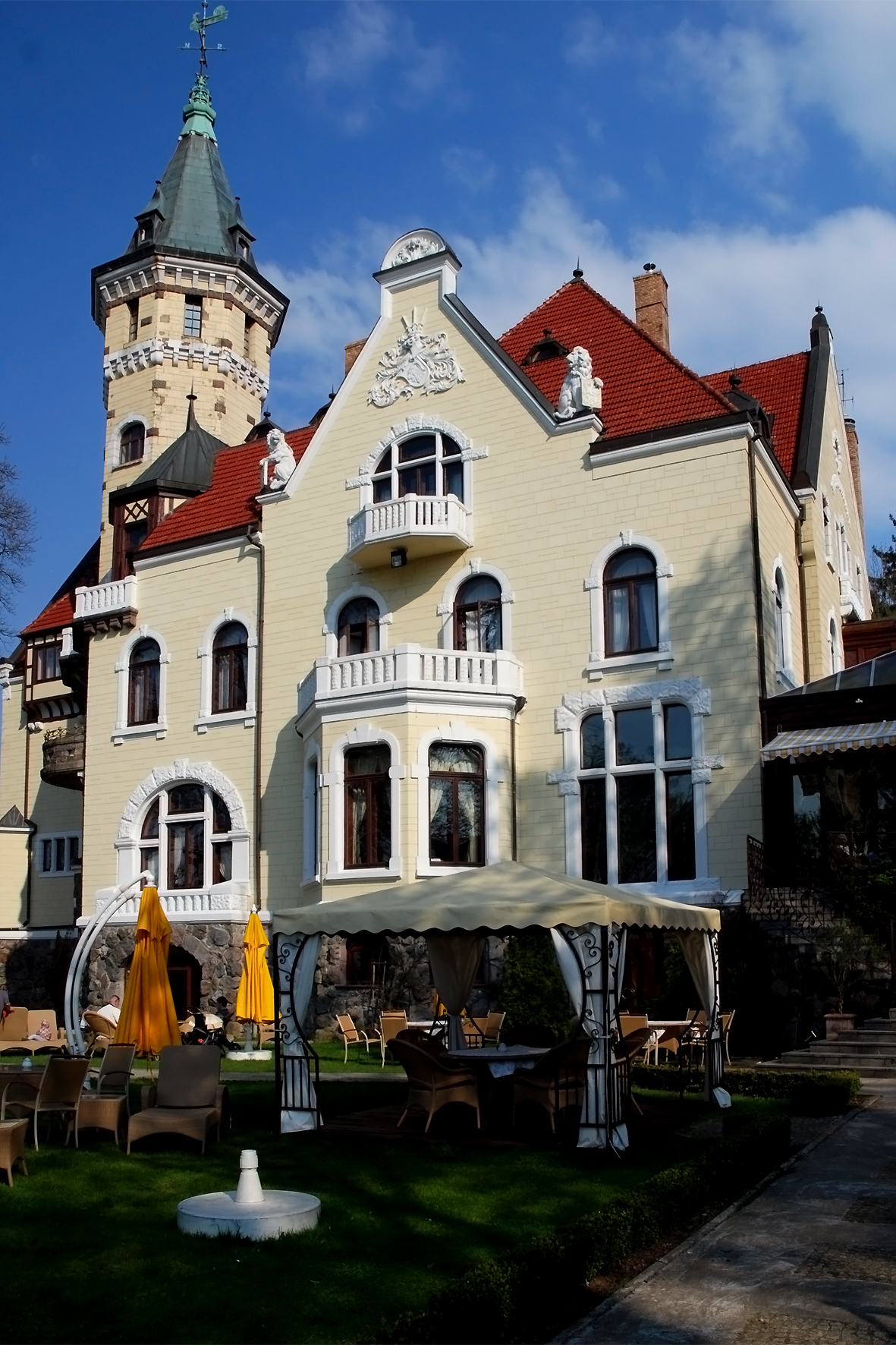
Giebel. Wappen von Kameke